# Фостірас
Цей термін має також інші значення. Див. Фостірас Овріас — аматорський футбольний клуб
ФК Фостірас Тавру (грец. Π.Α.Ε. Φωστήρας Ταύρου) — грецький професійний футбольний клуб, заснований 1926 року. Базується в муніципалітеті Таврос, передмісті Афін. Домашні матчі команда проводить на стадіоні стадіон «Спірос Яламбідіс», що вміщає 4 000 глядачів. Клубні кольори — жовтий і чорний.

## Історія виступів у національних лігах
- Альфа Етнікі: 7 сезонів.
- Бета Етнікі: сезонів.
- Гамма Етнікі: 8 сезонів.
- Дельта Етнікі: 12 сезонів.

## Досягнення
- Найкращий виступ в Альфа Етнікі: 9-те місце (1961—1962)
- Найкращий виступ в Кубку Греції: півфіналіст (1976—1977).
- Чемпіон Бета Етнікі: 1960, 1970
- Чемпіон Дельта Етнікі: 1991, 2001
- Кубок Афінської асоціації футбольних клубів: 2006

| футбольний м'яч | Це незавершена стаття про футбольний клуб. Ви можете допомогти проєкту, виправивши або дописавши її. |